# Alexis Nikolaïevitch Tolstoï
Pour les articles homonymes, voir Tolstoï (homonymie).

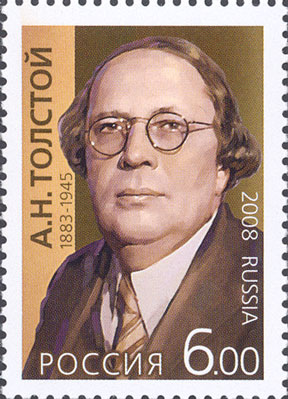
Timbre russe à l'effigie de Tolstoï

Le comte Alexis (Alekseï) Nikolaïevitch Tolstoï (en russe : Алексей Николаевич Толстой), né le 29 décembre 1882 (10 janvier 1883 dans le calendrier grégorien) à Pougatchev et mort le 23 février 1945  à Moscou, est un écrivain russe puis soviétique, auteur de romans historiques, dont Pierre Le Grand.
Il est notamment connu pour avoir publié en 1936 une adaptation de Pinocchio en russe très célèbre : La Petite Clé d'or ou Les Aventures de Bouratino qui a donné lieu à des adaptations cinématographiques bien connues en Russie et en Europe de l'Est. Il est également l'auteur du roman de science-fiction, Aelita, adapté au cinéma en 1924.

## Biographie
Il est né dans une branche cadette des comtes Tolstoï, lointain parent de l'écrivain Léon Tolstoï par son père, le comte Nicolas Alexandrovitch (ru)(1849-1900), maréchal de la noblesse du gouvernement de Samara, et, par sa mère, l'écrivaine Alexandra Bostrom (1854-1906), lointaine parente de l'écrivain Ivan Tourgueniev. Il suit les cours de l'Institut de technologie de Saint-Pétersbourg. Influencé par les symbolistes, il fait son entrée dans la carrière littéraire en 1907 avec un premier recueil de vers, Au-delà des fleuves bleus et atteint la notoriété en 1911.
À la veille de la révolution, il est l'auteur de plusieurs volumes de récits et romans ainsi que de sept pièces de théâtre, et passe pour l'un des plus doués et brillants auteurs néo-réalistes.
À la suite de la révolution de 1917, Tolstoï, né noble, choisit l'exil vers l'Allemagne, puis la France. À l'automne 1921, las de l'émigration, il s'installe à Berlin, dans l'espoir de pouvoir rentrer en Russie, se rapproche des historiens et publicistes qui publient le recueil Changement de jalons (1921), épouse les thèses national-bolcheviques de l'historien Oustrialov et collabore au journal berlinois pro-soviétique À la veille. Rentré en Union des républiques socialistes soviétiques en 1923, il soutient le gouvernement socialiste et se rapproche du Parti communiste de l'Union soviétique. Tolstoï publiera même des textes à la gloire de Joseph Staline.
Il participe à l'écriture de l'ouvrage collectif Les Grands Incendies (Большие пожары), un roman-feuilleton publié par le magazine Ogoniok en 1927. D'autres écrivains participent à sa rédaction : Alexandre Grine, Leonid Leonov, Isaac Babel, Konstantin Fedine, Alexeï Novikov-Priboï, Mikhaïl Zochtchenko, Véra Inber, Lev Nikouline. Le roman ne sortira sous forme d'un livre qu'en 2009, avec la préface de Dmitri Bykov.
Son roman Ibycus a été librement adapté en bande dessinée par Pascal Rabaté entre 1998 et 2001, lequel obtint le prix du meilleur album au festival d'Angoulême en 2000 pour le tome 2 de la série.
Marié trois fois, Alexis Nicolaïevitch est le père du physicien Nikita Tolstoï (1917-1994) et du compositeur Dimitri Tolstoï (ru)(1923-2003) ; il est aussi le grand-père des écrivaines Nathalie Tolstoï (ru) (1943-2010) et Tatiana Tolstoï (1951), ainsi que de l'historien Ivan Tolstoï (ru) (1958), enfants du physicien ; enfin, il est l'arrière-grand-père du web-designer et blogueur Artemi Lebedev (ru) (1975), fils de Tatiana.

## Œuvres
Liste des Œuvres complétée à partir des informations croisées entre l'encyclopédie Larousse (Éd. 1971-1976) et la liste des œuvres littéraires d'Alexis Tolstoï proposée au sein de Rasskazy Ivana Soudareva (les Récits d’Ivan Soudarev), éd. 1945

### Théâtre
- 1913 : Les Violents, que l'on peut trouver également sous le titre Violence (le Paresseux) (Comédie)
- 1914 : Vystrel (le Coup de feu), sur le sujet de Dva drouga (Deux Amis), remanié en 1917 sous le titre Les Larmes de coucou (Comédie)
- 1914 : Jeune Écrivain, arlequinade en un acte (Comédie)
- 1915 : Journée de combat
- 1915 : Force impure
- 1916 : Netchistaïa sila (le Malin) (Comédie)
- 1916 : Chérie[6]
- 1916 : Kassatka (la Petite Hirondelle) (Comédie)
- 1916 : Raketa (la Fusée) (Comédie)
- 1917 : La Couleur amère (Gorki tsvet) (Comédie)
- 1917 : Les Larmes de coucou, sur le sujet de Dva drouga (Deux Amis), version remaniée de Vystrel (le Coup de feu) (Comédie)
- 1918 : La Mort de Danton
- 1918 : L'Amour livre d'or, mise en scène en 1922 nathalie Boutkovsky, Théâtre du Vieux-Colombier
- 1924 : Anna Christie
- 1924 : L'Expulsion du diable prodigue sur le thème de Gorki tsvet (la Fleur amère)
- 1924 : La Révolte des machines (Scènes fantastiques)
- 1925 : Homme d'affaires (d'après Hasenclever)
- 1925 : Zagovor imperatritsy (la Conspiration de l’impératrice) en collaboration avec Pavel Elisseïevitch Chtchegolev (Drame historique)
- 1926 : Azef (Azev) en collaboration avec Pavel Elisseïevitch Chtchegolev (Drame historique)
- 1926 : Tchoudessa v rechete (Monts et merveilles), également connu sous le nom Des Merveilles dans un tamis (Comédie)
- 1927 : Vozvrachtchennaïa molodost (l’Élixir de jouvence), également connu sous le titre L'Usine de jeunesse (Comédie)
- 1927 : Cent mille
- 1929 : Na dybe (Sur l’estrapade), remanié en 1934 et 1937 (Drame historique)
- 1930 : Brevet 119
- 1931 : Cela viendra, avec P. Soukhotine
- 1935 : Pierre Ier, variation de la pièce Na dybe (Sur l’estrapade) (Drame historique)
- 1936 : Les Diables ténébreux, version remaniée de la pièce L'Expulsion du diable prodigue
- 1939 : Pont du diable, la Clé d'or, le Chemin de la victoire[7]
- 1942 : Force impure, ou comment un Russe trompa un Allemand, adaptation de la pièce Force Impure
- 1957 : La Petite Clef d'or, mise en scène Alain Recoing et Antoine Vitez, Théâtre du Vieux-Colombier
- 2011 :  Mignonne, mise en scène Semion Spivak, Théâtre du Toursky, Marseille (en russe sur-titré en français)

### Poésies, romans, récits
- 1907 : Lirika (Lyrique) (Poésies lyriques)
- Sorevnovatel (Le Rival) (Récit historique)
- 1908 : Vieille Tour (Récit)
- 1909 : Iachmovaïa tetrad (le Cahier de jaspe) (Récit historique)
- 1909 : Les Chants du soleil (Poésie)
- 1909 : La Mort de Nalymov[8] (Nouvelle)
- 1910 : Zavoljie [Outre-Volga], remanié en 1922 sous le titre Michouka Nalymov (Nouvelle)
- 1909 : Archippe (Récit)
- 1909 : Le Concurrent (Récit)
- 1909 : L'Infortuné (Récit)
- 1909-1910 : les Contes de la pie (Sorotchi skazki) (Recueil de contes)
- 1909-1911 : Au-delà des fleuves bleus (Za sinimi rekami) (Poésie)
- 1910 : Nedelia v Toureneve (Une semaine à Toureniévo), remanié en 1921 sous le titre Petouchok (le Petit Coq) (Nouvelle)
- 1910 : Aggée Korovine (Aggueï Korovine, le Rêveur) (Nouvelle)
- 1910 : Deux Amis (Dva drouga), remanié en 1921 sous le titre Aktrissa (l’Actrice) (Nouvelle)
- 1910 : Épousailles, remanié en 1922 (Récit)
- 1910 : Promenade (Récit)
- 1910 : Terres natales (Récit)
- 1910 : Katienka (carnet d'un officier) (Nouvelle)
- 1910 : Une fois la nuit (Récit)
- 1910 : Fièvre (Récit)
- 1910 : Deux anecdotes sur le même sujet (Récit)
- 1910-1911 : Deux Vies (Dve jizni) (Roman)
- 1911 : Portrait (Récit)
- 1911 : Baiser (Voile bleu) (Récit)
- 1911 : Pâté d'encre (Récit)
- 1911 : Missionnaire (Récit)
- 1911 : Baron (Récit)
- 1911 : L'Américain englouti par les eaux (Récit)
- 1911 : Faune (Récit)
- 1911 : Jeunes Filles (Récit)
- 1911 : Partie de cartes à la cosaque (Récit)
- 1911 : Dans la forêt (Récit)
- 1911 : Un faux pas (Récit)
- 1911 : Les Excentriques (Récit)
- 1911 : Une nuit dans la steppe (Récit)
- 1911 : Escher (Récit)
- 1911 : Térence Guénéralov, remanié en 1923 sous le titre Hydre (Récit)
- 1911 : Fumée (Récit)
- 1911 : La Bévue d'une vieille femme (Récit)
- 1911 : Tragédien (Récit)
- 1912 : Le Seigneur boiteux (Khromoï barine), remanié en 1922 (Roman)
- 1912 : Iégory, pâtre de loups (Récit)
- 1913 : Petits Ravins (Conte)
- 1913 : Une page de vie (Conte)
- 1913 : Les Aventures de Rastioguine, remanié en 1915 (Conte)
- 1913 : Chaîne d'or (Conte)
- 1914 : Quatre siècles (Conte)
- 1914 : Tempête (Conte)
- 1914 : Gros ennuis (Conte)
- 1914 : Sans ailes (Macha) (Conte)
- 1914 : Une lettre au cachet rouge, inachevé (Conte)
- 1915 : Bécasse, commencement d'un roman inachevé Yégor Obosov (connu aussi sous le nom Feux palustres) (Récit)
- 1915 : Étincelles (Amour) (Récit)
- 1915 : Pourquoi neige-t-il ? (Récit)
- 1915 : Profil (Récit)
- 1915 : Notre-Dame de consolation (Récit)
- 1915 : Un homme ordinaire (Récit)
- 1915 : Petite Vieille (Récit)
- 1915 : Anna Zycerman (Récit)
- 1915 : Charlotte (Récit)
- 1915 : À travers la Volhynie (Récit)
- 1915 : À travers la Galicie (Récit)
- 1915 : Au Caucase (Récit)
- 1915 : Patrie (Récit)
- 1915 : De Moscou à Tomaszow, de Lvov à Iaroslav[9] (Récit)
- 1915 : De Lvov aux Carpathes (Récit)
- 1915 : Dans une tranchée (Récit)
- 1915 : Prisonniers (Récit)
- 1915 : Paris (Récit)
- 1915 : Max Vouk (Récit)
- 1916 : Belle Dame (Conte)
- 1916 : Un homme dans la chanson (Conte)
- 1916 : En Angleterre (Conte)
- 1916 : Sous l'eau (Conte)
- 1916 : À la ferme, remanié en 1921, Macha (Conte)
- 1916 : Fiancée (Natacha) (Conte)
- 1916 : Orion (Conte)
- 1917 : Le Diable pourri (Conte)
- 1917 : Le Soldat et le Diable (Conte)
- 1917 : Hallucination (Récit)
- 1917-1918 : Den Petra (la Journée de Pierre Ier) (Roman historique)
- 1918 : Les Sœurs (Sestry) premier volet de la trilogie Le Chemin des tourments (Khojdenie po moukam) (Roman)
- 1918 : Pitié ! (Récit)
- 1918 : Katia (Récit)
- 1919 : Une âme simple (Récit)
- 1919 : Seigle (Récit)
- 1919 : Livre humide (le Conte Cagliostro) (Récit)
- 1919-1922 : L'Actrice (Aktrissa) version remaniée de Deux Amis (Dva drouga) (Nouvelle)
- 1920 : Soirée à la campagne (Récit)
- 1920 : Nazaine (Récit)
- 1920 : À Paris (Récit)
- 1920-1921 : Les Sœurs (Sestry) (Roman) version ré-éditée de la première partie de la trilogie Le Chemin des tourments (Khojdenie po moukam)
- 1920-1922 : L'Enfance de Nikita (Detstvo Nikity), connu également sous le titre L'Extraordinaire Aventure de Nikita Rochtchine (Roman)
- 1921 : Soir (Récit)
- 1921 : Divagation (Récit)
- 1921 : Mésange (Récit)
- 1921 : Terre humide, le Comte Cagliostro (Récit)
- 1921 : N. N. Bourov et ses humeurs (Récits)
- 1921-1922 : Le Petit Coq (Petouchok) version remaniée de Nedelia v Toureneve (Une semaine à Tourenevo) (Nouvelle)
- 1922 : Metchtatel (le Rêveur) version remaniée de Aggueï Korovine (Nouvelle)
- 1922 : Aelita (le Coucher de Mars) (Roman d'anticipation)
- 1922 : Le Récit du temps trouble
- 1922 : Sandy (Récit)
- 1922-1923 : Michouka Nalymov, version remaniée de Zavoljie (Outre-Volga), connu également sous le titre Michel Nalymov (Nouvelle)
- 1923 : Sombre Vendredi, connu également sous le titre Hydre, version remaniée de Térence Guénéralov (Récit)
- 1923 : Mirage doré (Récit)
- 1923 : Manuscrit trouvé sous le lit dans les ordures (Récit)
- 1923-1924 : Tchoudaki (les Originaux) version remaniée de Dve jizni (Deux Vies), connu également sous le titre Les Excentriques (Roman)
- 1923-1925 : Goloubye goroda (les Cités bleues), connu également sous le titre Villes bleues (Nouvelle)
- 1923-1925 : Pokhojdenia Nevzorova ili Ibikous (les Aventures de Nevzorov ou Ibikus) (Roman satirique), adapté en bande dessinée entre 1998 et 2001
- 1924 : Sur l'île de Khalka (Récit)
- 1924 : Mirage (Récit)
- 1924 : Dans les neiges (Récit)
- 1924 : Le Meurtre d'Antoine Rivaux (Récit)
- 1924 : Le Chat au museau barbouillé de crème (Conte)
- Zavoljie (Outre-Volga) (recueil de Nouvelles)
- Pod starymi lipami (Sous les vieux tilleuls)
- 1925 : Une nuit de gel (Récit)
- 1925 : Colocataire (Récit)
- 1925 : Le Récit sur le capitaine Gatterace, sur Mitia Strielnikov, sur le voyou Vaska Tabouretkine et sur le méchant chat Kham (Récit)
- 1925 : Comme si de rien n'était (Récit)
- 1925 : L'Union des cinq (Récit)
- 1926 : L'Hyperboloïde de l'ingénieur Garine, (Guiperboloïd injenera Garina) (Roman d'anticipation)
- 1926 : Un incident de la rue du Littolral, les nuits de Moscou (Récit)
- 1926 : Instituteur (Récit)
- 1926 : Natacha (Récit)
- 1927 : Nuit blanche (Récit)
- 1927 : Un homme expérimenté (Récit)
- 1927 : Vassili Souchkov (un tableau de mœurs du faubourg de Saint Pétersbourg) (Récit)
- 1927 : Testament d'Athanase Ivanovitch, le bonheur d'Averian Mychikine (Récit)
- 1927 : Une voie antique, les Anglais lorsqu'ils sont aimables (Récit)
- 1927 : Un lieu perdu (Récit)
- 1927-1929 : L'Année 1918 (Vossemnadtsatyï god) (Roman), seconde partie de la trilogie Le Chemin des tourments (Khojdenie po moukam)
- 1928 : La Vipère (Gadiouka) (Nouvelle)
- 1928 : Soirée à la campagne (Récit)
- 1928 : Le Gobelin de Marie-Antoinette (Récit)
- 1928 : Ombres vivants (Récit)
- 1929 : Comme si de rien n'était (Conte d'enfants)
- 1929 : Du journal d'un chasseur (Récit)
- 1929 : Marthe Rabet (Récit)
- 1929 : Ataman Grigoriev (Récit)
- 1930 : Imbéciles abandonnés (Récit)
- 1930 : Une aventure extraordinaire sur un bateau de Volga (Récit)
- 1930-1943 : Pierre le Grand (Petr Pervyi), première partie : 1930, 2e partie : 1934, 3e partie : inachevée, 1943 (Roman historique)
- 1931-1932 : L'Or noir (Tchernoïe zoloto) (Roman satirique)
- 1932 : Voyage dans un autre monde (Récit)
- 1936 : La Petite Clé d'or ou Les Aventures de Bouratino (Conte)
- 1937 : Le Pain (Khleb) (Roman) ou La Défense du Tzaritzine
- 1938 : Pierre Ier, avec V. Pétrov et N. Lechtchenko (Scénario cinématographique)
- 1940 : Contes populaires russes, 1er volume (adaptation de contes)
- 1940 : Les Émigrés (Emigranty) version remaniée de l’Or noir (Tchernoïe zoloto) (Roman satirique) dans lequel il relate la vie de Mahomet-Beck Hadjetlaché[10].
- 1940-1941 : Le Matin maussade (Khmouroïe outro) (Roman), également connu sous le titre Sombre Matin, dernière partie de la trilogie Le Chemin des tourments (Khojdenie po moukam)
- 1941 : Les Braves (Récit)
- 1941 : Le Bélier (Récit)
- 1941 : Le Führer, adaptation de la pièce Le Pont du diable (Pamphlet)
- 1942 : Le Couple d'aigles (Orel i orlitsa), connu également sous le titre l’Aigle et sa femelle, première partie d'un diptyque dramatique glorifiant Ivan le Terrible
- 1942-1944 : Les Récits d’Ivan Soudarev (Rasskazy Ivana Soudareva)[11] (Récits de guerre)
- 1943 : Les Années difficiles (Troudnyïe gody), seconde partie d'un diptyque dramatique glorifiant Ivan le Terrible
- 1943 : Katia, la Mère et la Fille (Récit)
- 1943 : Contes populaires russes, fin du travail commencé en 1940 (adaptation de contes)
- 1943 : Le Chemin des tourments (Khojdenie po moukam), trilogie rassemblant les romans : Deux Sœurs (Sestry), l’An dix-huit (Vossemnadtsatyï god) et Sombre Matin (Khmouroïe outro), elle est connue également sous le nom de Calvaire. Voir également la traduction slovaque par Pavel Branko[12].
- Tchto my zachtchichtchaïem (Ce que nous défendons) (Article)
- Rodina (la Patrie) (Article)
- Krov naroda (le Sang du peuple) (Article)

## Cinéma
- 1924 : Aelita, film soviétique réalisé par Yakov Protazanov
- 1939 : La Petite Clef en or (Золотой ключик, Zolotoy klyuchik), film soviétique réalisé par Alexandre Ptouchko
- 1965 : Gadiouka (littéralement : la vipère), film soviétique réalisé par Viktor Ivchenko
- 1965 : L'Hyperboloïde de l'ingénieur Garine (Giperboloid inzhenera Garina), film soviétique réalisé par Aleksandr Guintsbourg
- 1976 : Les Aventures de Bouratino (Приключения Буратино), téléfilm musical soviétique réalisé par Leonid Netchaïev
- 1980 : La Jeunesse de Pierre Le Grand (Yunost Petra), film germano-soviétique réalisé par Sergueï Guerassimov d'après le roman Pierre le Grand
- 1982 : Les Aventures du comte Nevzorov (Похождения графа Невзорова), film soviétique réalisé par Aleksandr Pankratov-Tcherny d'après le récit Les Aventures de Nevzorov ou Ibicus
- 1984 : La Formule de l'amour (Формула любви, Formoula lioubvi), film soviétique réalisé par Mark Zakharov